# Victor Lake
Der Victor Lake, auf vielen Karten noch als Lake Victor vermerkt, ist ein See im Southland District der Region Southland auf der Südinsel von Neuseeland.

## Geographie
Der See befindet sich westlich der Dark Cloud Range und rund 3 km nordnordöstlich des Islet Cove, einer östlichen Bucht des Te Korowhakaunu / Kanáris Sound. Der länglich See, der eine Seefläche von 88 Hektar umfasst, besitzt bei einer Länge von rund 2,57 km eine Südsüdwest-Nordnordost-Ausrichtung und misst an seiner breitesten Stelle rund 500 m in Ost-West-Richtung. Der Seeumfang beträgt rund 6,15 km.
Gespeist wird der auf einer Höhe von 45 m liegende Victor Lake von Norden vom Carrick River, der den See auch an der Südseite zum Te Korowhakaunu / Kanáris Sound hin entwässert.